# Исавры
Иса́вры (др.-греч. Ἰσαυρες; Исавряне) — древний народ Малой Азии, языковая принадлежность которого неизвестна.
Есть предположение, что исавры являются одними из потомков лувийцев, заселившими в бронзовом веке территорию Малой Азии (западную, центральную, южную Анатолию), на участке от Эгейского моря до Киликии. В эпоху железного века лувийцы распались на ряд реликтовых народов: исавров, ликийцев, лидийцев, писидийцев и киликийцев.
Исавры населяли горную местность (регион) на юге Малой Азии — Исаврию.
Первое упоминание об исаврах связано с завоеванием этой области Римом в 78—74 годах до н. э. События 75 года до н. э. описаны у Саллюстия. Исаврия была завоевана, но не покорена полностью в ходе войны с пиратами, действовавшими в Восточном Средиземноморье. Л. Н. Гумилёв считает исавров потомками киликийских пиратов.
Они продолжали совершать дальние набеги, разграбляя процветающие города, а их предводитель Требеллиан даже претендовал на титул римского императора.
Хотя Требеллиан и был убит, исавры не были укрощены. Вновь Исаврия была завоевана Римом в ходе войны с Персией в 353—354 годов. Окончательно исавры были покорены в 498 году, часть исавров была переселена во Фракию.
Византия очень активно использовала исавров на военной службе. Исаврия в V веке играла довольно значительную роль в империи. Исавры считались воинственными разбойниками и пиратами. Выходцы из Исаврии с VI века стали занимать видное положение при дворе в Константинополе, в 717—802 годах правила Исаврийская династия, при которой произошло укрепление позиций Византии, успехи в войнах с арабами и болгарами.
В конце XI века Исаврия, как и большая часть Малой Азии, была завоевана сельджуками.